# Ferrari 412 T1
El Ferrari 412 T1 (Tipo 646) fue un monoplaza utilizado por Scuderia Ferrari en la temporada 1994 de Fórmula 1, diseñado por John Barnard y desarrollado por Gustav Brunner. Fue manejado por Jean Alesi, Gerhard Berger y Nicola Larini, quién reemplazó a Alesi en el Gran Premio del Pacífico y San Marino.

## Historia

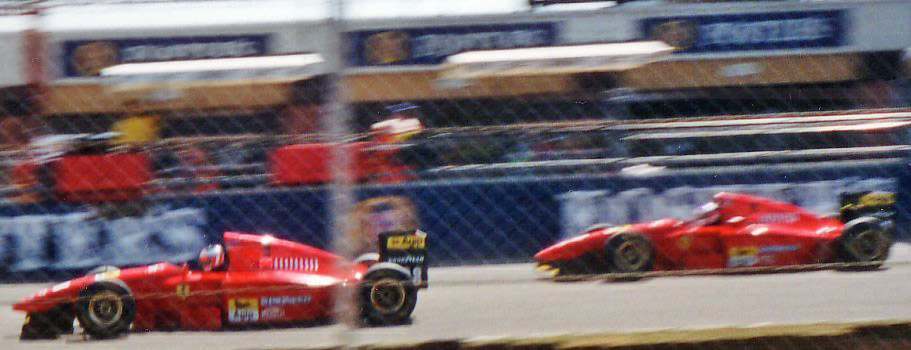
Gerhard Berger y Jean Alesi a bordo de sus 412 T1 en Gran Bretaña.

El coche era un diseño simple y directo que funcionaba bien, con un motor V12 de 3.5 litros. El nombre del monoplaza, el 4 representaba el número de válvulas por cilindro, mientras que el 12 era el número de cilindros y el T referido a la caja de engranajes transversal con sus seis engranajes normales y uno inverso.

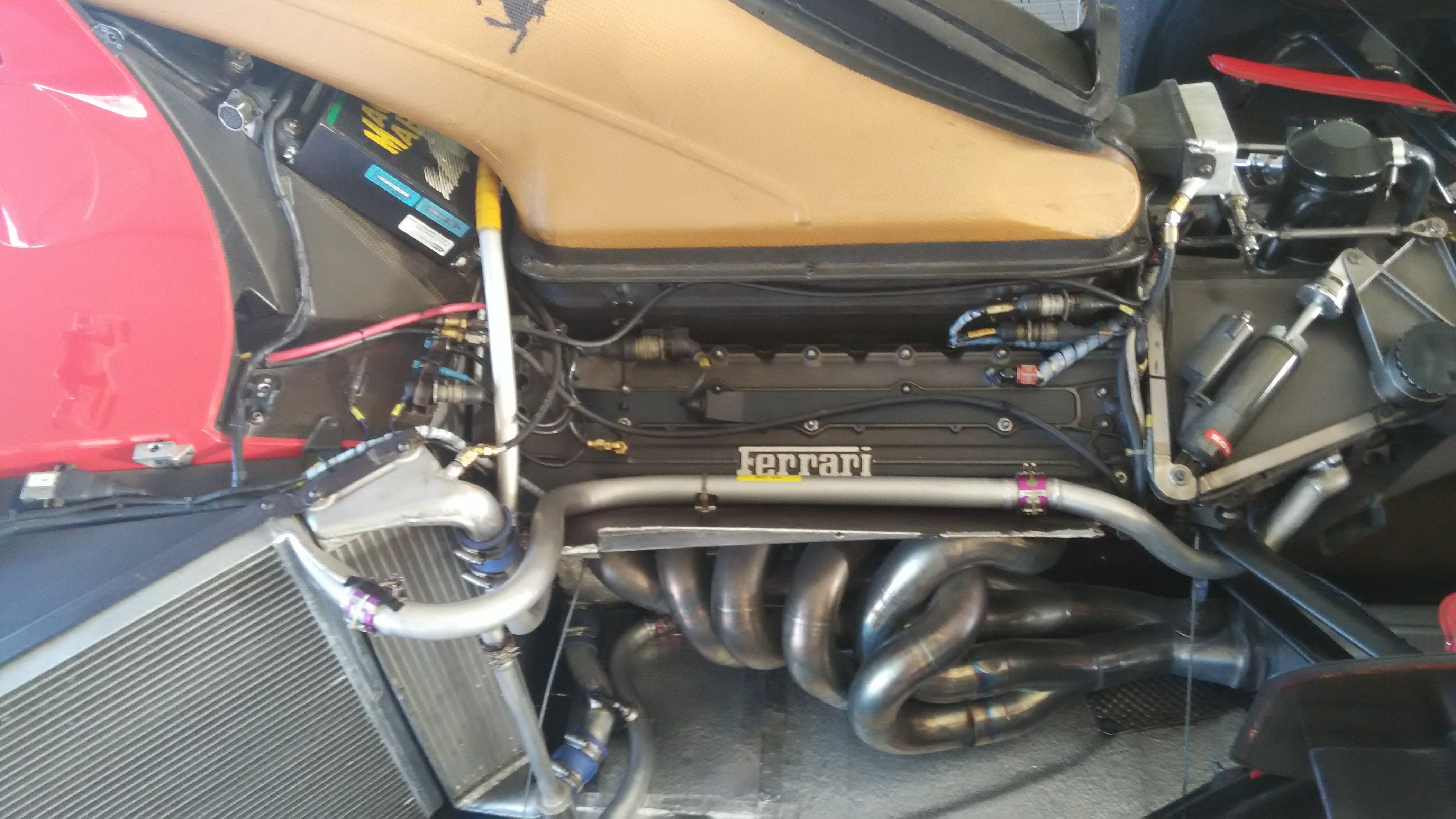
Motor V12 del Ferrari 412 T1.

El 412 T1 se actualizó continuamente con bastones y alas rediseñadas durante toda la temporada. Se hicieron tantos cambios que los monoplazas posteriores se llamaron 412 T1B. Un nuevo motor llamado Tipo 043 debutó en las sesiones de clasificación del Gran Premio de San Marino de 1994, y compitió por primera vez en Alemania. Fue diseñado desde cero por Claudio Lombardi y Osamu Goto con un ángulo en V más ancho de 75 grados (por encima de 65 grados) y una carrera más corta, reemplazando el antiguo Tipo 041. El 043 se hizo famoso por su gran cantidad de potencia (más de 830 bhp) y por su ruido característico.

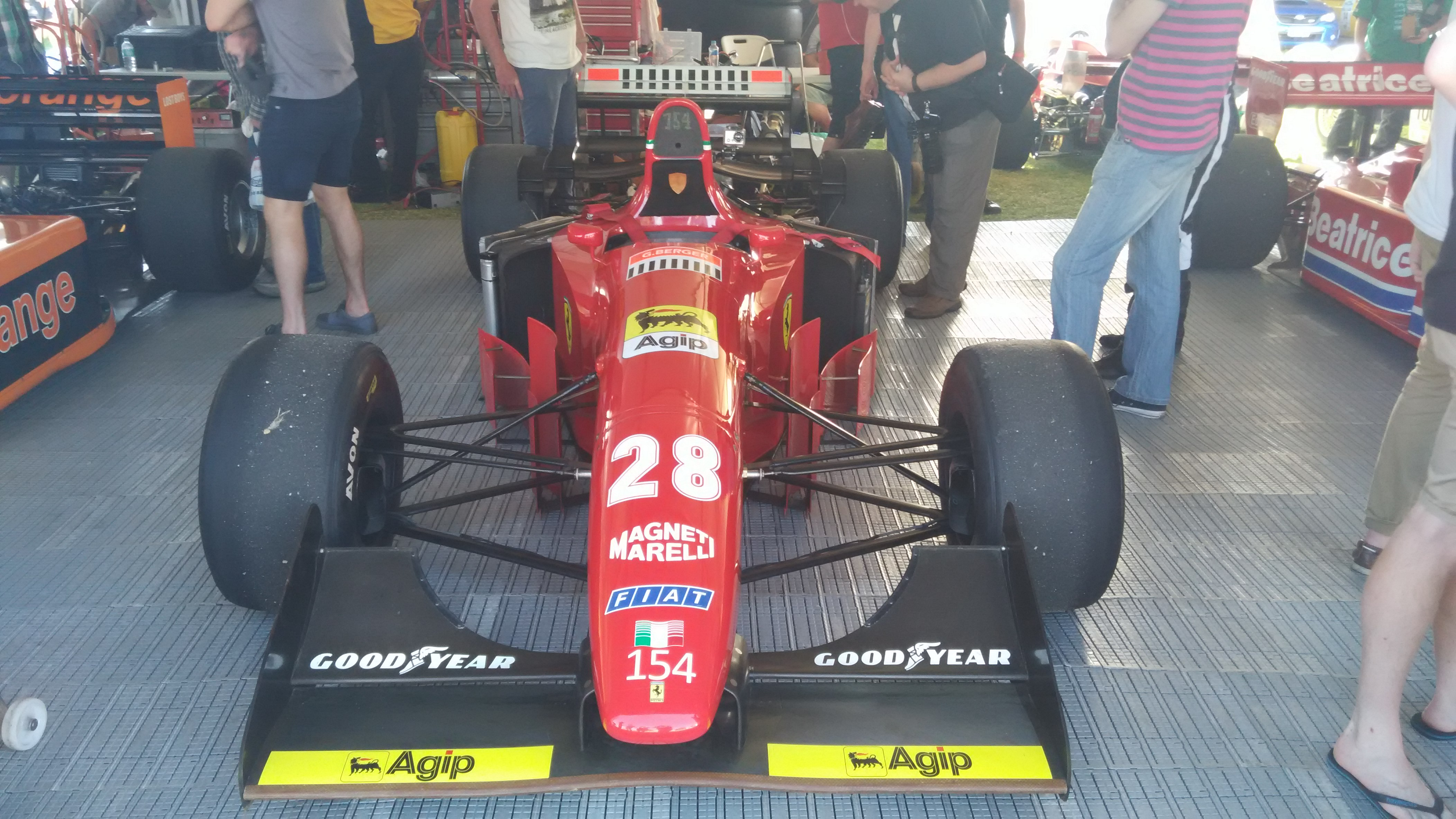
412 T1 de Berger en exhibición.

El coche puso a Ferrari en el camino correcto después de varias temporadas de escasa competitividad a principios de los años 90. Gerhard Berger y Jean Alesi demostraron la competitividad del monoplaza durante toda la temporada, con un par de finales en el podio y algunas posiciones de privilegio. El equipo italiano regresó al éxito después de un largo descanso, con el austriaco venciendo en el Gran Premio de Alemania de 1994.
Para el año siguiente, salió un nuevo monoplaza, el Ferrari 412 T2, que recibió muchos cambios que ayudaron tanto a la aerodinámica como la seguridad.

## Resultados
(Clave) (negrita indica pole position) (cursiva indica vuelta rápida)

| Año     | Motor       | Neu. | N.º | Pilotos        | 1   | 2   | 3   | 4   | 5   | 6   | 7   | 8   | 9   | 10  | 11  | 12  | 13  | 14  | 15  | 16  | Puntos | Pos. |
| ------- | ----------- | ---- | --- | -------------- | --- | --- | --- | --- | --- | --- | --- | --- | --- | --- | --- | --- | --- | --- | --- | --- | ------ | ---- |
| 1994    | Ferrari V12 | G    |     |                | BRA | PAC | SMR | MON | ESP | CAN | FRA | GBR | GER | HUN | BEL | ITA | POR | EUR | JPN | AUS | 71     | 3.º  |
| 1994    | Ferrari V12 | G    | 27  | Jean Alesi     | 3   |     |     | 5   | 4   | 3   | Ret | 2   | Ret | Ret | Ret | Ret | Ret | 10  | 3   | 6   | 71     | 3.º  |
| 1994    | Ferrari V12 | G    | 27  | Nicola Larini  |     | Ret | 2   |     |     |     |     |     |     |     |     |     |     |     |     |     | 71     | 3.º  |
| 1994    | Ferrari V12 | G    | 28  | Gerhard Berger | Ret | 2   | Ret | 3   | Ret | 4   | 3   | Ret | 1   | 12  | Ret | 2   | Ret | 5   | Ret | 2   | 71     | 3.º  |
| Fuente: |             |      |     |                |     |     |     |     |     |     |     |     |     |     |     |     |     |     |     |     |        |      |